# 21913 Taylorjones
21913 Taylorjones (1999 VK28) là một tiểu hành tinh vành đai chính được phát hiện ngày 3 tháng 11 năm 1999 bởi nhóm nghiên cứu tiểu hành tinh gần Trái Đất phòng thí nghiệm Lincoln ở Socorro.